# Annie Birgit Garde
Annie Birgit Garde (født 3. oktober 1933) er en dansk skuespillerinde.
Hun er uddannet fra Privatteatrenes Elevskole i 1957. Hun har siden optrådt på bl.a. Det ny Teater, Ungdommens Teater, Amagerscenen og Det Danske Teater. Blandt de mange teaterstykker hun har medvirket i er Den indbildt syge, Elverhøj, Henrik og Pernille, Nei, Rose Marie, Boyfriend, Der er piger i luften, Kaktusblomsten, Glasmenageriet og Anne Franks dagbog. Hun indlæser lydbøger og holder foredrag om Guldalderen, f.eks. om Fru Heiberg.
På tv har hun haft roller i tv-spillet Komedie i Grænselandet og i serien Bryggeren.
Fra biograflærredet huskes hun fra Sengekantsfilmene og flere danske folkekomedier.
Hendes datter – Maria Garde – er også uddannet skuespillerinde.

## Filmografi
- Far til fire (film) (1953)
- Altid ballade (1955)
- Soldaterkammerater (1958)
- Andre folks børn (1958)
- Eventyrrejsen (1960)
- Ih, du forbarmende (1966)
- Damernes ven (1969)
- Sangen om den røde rubin (1970)
- Mazurka på sengekanten (1970)
- Med kærlig hilsen (1971)
- Tandlæge på sengekanten (1971)
- Rektor på sengekanten (1972)
- Motorvej på sengekanten (1972)
- Romantik på sengekanten (1973)
- Der må være en sengekant (1975)
- Hopla på sengekanten (1976)
- Sømænd på sengekanten (1976)
- Familien Gyldenkål vinder valget (1977)
- Ambulancen (2005)